# Jean Mogin
Jean Mogin, né à Bruxelles le 25 avril 1921 et mort le 7 avril 1986 à Bruxelles, est un poète, auteur dramatique et journaliste belge de langue française.

## Biographie
Il est le fils du poète Georges Mogin, plus connu sous le nom de Norge, et de Jeanne Laigle.
Il étudie l'archéologie et l'histoire de l'art à l'Université libre de Bruxelles. Il entre en 1944 à l'INR (Institut national belge de radiodiffusion), dont il prend en 1959 le poste de directeur littéraire et dramatique. L'INR devenu RTBF, il y finit sa carrière comme directeur général de la radio.
Il contribue, en compagnie d'Alain Bosquet, à la fondation de la revue Pylônes, qui aura sept numéros.
Il épouse Lucienne Desnoues en 1947.
En 1965, il obtient, conjointement avec Lucienne Desnoues, le prix Engelmann de Poésie.
En 1982, il prend sa retraite et s'installe en Provence, à Montjustin (Alpes-de-Haute-Provence).

### Poésie
- La Vigne amère, La maison du Poète, Bruxelles, 1944.
- Les Vigiles, Éditions des Artistes, Georges Houyoux, Paris-Bruxelles, 1950.
- Pâtures du silence, Mercure de France, Paris, 1956.
- La Belle Alliance, Pierre Seghers, Paris, 1963. Avec un frontispice de Paul Delvaux.
- Le Naturel, Mercure de France, Paris, 1973.
- Maison partout, Grasset, Paris, 1985.

Certains de ses poèmes ont été chantés par Jean Ferrat et Hélène Martin

### Théâtre
- À chacun selon sa faim, L'Arche, Paris, 1950 ; France-Illustrations, Paris, 1950 ; réédition André De Rache, Bruxelles, 1970. Créé en 1950 au Théâtre du Vieux-Colombier par Raymond Hermantier, avec Jean-Louis Trintignant et a obtenu en 1950 le Prix Triennal de Théâtre de la Communauté française de Belgique.
- Le Rempart de coton, Desclée-De Brouwer, Paris-Bruges, 1953 ; France-Illustrations, Paris, 1953.
- La Fille à la fontaine, France-Illustrations, Paris, 1955. ; Éditions des Artistes, Bruxelles, 1956.
- L'Entrevue de Chinon ou la galerie des Rois, pièce radiophonique pour la R.T.B.F., 1958
- La Reine de neuf jours, Brepols, Bruxelles, 1963; collection Les Cahiers du Rideau de Bruxelles
- Le Mystère, Théâtre National de Belgique, 1963.
- Les Archanges Gabriel, Théâtre Royal du Gymnase, 1965
- Lady Jane, créé en décembre 1966 au Nouveau Théâtre Libre
- Graal 68, Festival des Flandres, Gand, 1968.

### Essais
- Les Jubés de la Renaissance, Bruxelles, Éditions du Cercle d'Art, 1946,. in-8° br., 42 p. de texte et XXXIX planches en hors texte.
- Creten Georges, Monographies de l'art belge, Bruxelles, Elsevier, 1959